# Липецкий заказник
Ли́пецкий зака́зник — заказник на территории Грязинского района Липецкой области. Расположен вдоль левого берега реки Воронежа.
Организован в 1981 году .
Национальный парк был создан осенью 2004 года на базе Добровского лесхоза и ландшафтного заказника. Здесь планировалось создать инфраструктуру для отдыха (в том числе гостиницу, музей природы, зоопарк и конюшни) .
Около 13 тыс. гектаров заняты заповедной зоной.

## Запреты
На территории Липецкого заказника существуют ограничения. В частности, запрещена охота (рыбалка только по разрешению). Кроме того, олени, лоси, косули и кабаны стали представлять реальную угрозу для автомобилистов.